# Whiteway (gemeente)
Whiteway is een gemeente (town) in de Canadese provincie Newfoundland en Labrador. De gemeente ligt in het zuidoosten van het eiland Newfoundland.

## Geografie
Whiteway ligt aan de westkust van het schiereiland Bay de Verde in het zuidoosten van het eiland Newfoundland. Het bevindt zich aan de oostelijke oever van het zuidelijke gedeelte van Trinity Bay. Whiteway bevindt zich aan provinciale route 80, ten noorden van Green's Harbour en ten zuiden van Cavendish.

## Geschiedenis
De plaats ontstond in de 19e eeuw en noemde oorspronkelijk Witless Bay. In 1912 werd de naam veranderd naar Whiteway ter ere van drievoudig Newfoundlands premier William Whiteway en ter voorkoming van vergissingen met de andere plaats genaamd Witless Bay.
In 1975 werd het dorp een gemeente met de status van local government community (LGC). In 1980 werden LGC's op basis van The Municipalities Act als bestuursvorm afgeschaft. De gemeente werd daarop automatisch een community om via een algemene wet in 1996 uiteindelijk een town te worden.
In 1990 liet de provinciale overheid een haalbaarheidsonderzoek voeren naar de eventuele creatie van een fusiegemeente bestaande uit Whiteway en Cavendish. De fusie vond echter nooit plaats en Whiteway leef gewoon als zelfstandige gemeente voortbestaan. In 2006 vond er een gelijkaardige studie plaats waarin ook de gemeenten Heart's Delight-Islington en Heart's Desire betrokken werden, al kwam ook daar nooit een fusie uit voort.

## Demografie
Whiteway kende de voorbije decennia stevige demografische schommelingen met gemiddeld steeds zo' 300 à 350 inwoners. In 2021 lag de bevolkingsomvang er zo'n 5% hoger dan 30 jaar eerder.
| Demografische ontwikkeling van Whiteway tussen 1991 en 2021     |
| --------------------------------------------------------------- |
|                                                                 |
| Bron: Statistics Canada (1991–1996, 2001–2006, 2011–2016, 2021) |